# Юхимчук, Александр Харитонович
Александр Харитонович Юхимчук (22 февраля 1900, с. Гневчицы, Гродненская губерния, Российская империя — 10 мая 1990, Москва, СССР) — советский военачальник, генерал-майор (15.09.1943).

## Биография
Родился 22 февраля 1900 года в селе Гневчицы, ныне одноимённая деревня Ивановского района Брестской области Республики Беларусь. Белорус.

### Военная служба

#### Гражданская война
В начале сентября 1920 года был мобилизован в РККА Пинским уездным военкоматом и направлен в 15-й Можайский запасной стрелковый полк. Через месяц с маршевой ротой убыл на Западный фронт, где зачислен красноармейцем в 144-й стрелковый полк 16-й стрелковой им. В. И. Киквидзе дивизии в составе которой воевал с белополяками. С апреля 1921 года, по окончании курсов младшего комсостава, проходил службу помощником командира взвода. Участвовал в борьбе с бандитизмом в Минской губернии, в мае 1921 года — в подавлении восстания А. С. Антонова в Тамбовской губернии.

#### Межвоенные годы
В июне 1921 года был направлен на учёбу на 17-е пехотные курсы комсостава в город Казань. В марте 1922 года выпущен командиром взвода и направлен в распоряжение штаба СибВО. До августа находился в распоряжении штабов округа, 5-й армии и Красноярских губернских ЧОН, затем был назначен командиром взвода батальона ЧОН Канского уезда Енисейской губернии. С октября 1924 года по август 1925 года находился на повторных курсах комсостава СибВО, по их окончании назначен командиром взвода Омской пехотной школы. Член ВКП(б) с 1924 года. С ноября 1927 года командовал ротой в 107-м стрелковом полку 36-й стрелковой дивизии этого же округа. В его составе в период 17-20 ноября 1929 года принимал участие в боях на КВЖД, в Маньчжурско-Чжалайнорской операции. С апреля 1930 года по февраль 1936 года проходил службу в штабе ОКДВА, занимал должности инструктора 5-го отдела (одновременно и. д. инструктора военной подготовки учащихся при Хабаровском окружном военкомате), инструктора-литератора редакции газеты «Тревога», помощником начальника 5-го отдела штаба Забайкальской группы войск, помощником начальника 6-го отдела. Постановлением ЦИК СССР от 4 июня 1936 года за проявленную инициативу и боевые отличия он был награждён орденом Красного Знамени. В феврале 1936 года Юхимчук был зачислен слушателем в Военную академию РККА им. М. В. Фрунзе, по её окончании в сентябре 1938 года назначен ассистентом кафедры общей тактики Военно-хозяйственной академии РККА. С февраля 1939 года и. д. начальника хозяйственного факультета академии. В декабре 1939 года он был назначен командиром 417-го стрелкового полка 156-й стрелковой дивизии ОдВО.

#### Великая Отечественная война
В начале войны с 24 июня по 16 августа 1941 года дивизия входила в состав 9-го особого стрелкового корпуса и находилась в Крыму. С 17 августа она была подчинена 51-й отдельной армии (сформирована на базе 9-го особого стредкового корпуса) и выполняла задачи по обороне Крыма, непосредственно прикрывая Перекопский вал.
П. И. Батов писал: "Справа — от дамбы по берегу Сиваша и до крепости — занял оборону 417-й полк под командованием А. X. Юхимчука... Полковник Александр Харитонович Юхимчук был посильнее командира левофлангового 361-го полка. Он единственный среди командиров полков в дивизиях, оборонявших север Крыма, имел академическое образование; грудь украшал орден Красного Знамени, полученный за командирскую доблесть во время конфликта на КВЖД."
С сентября полковник Юхимчук и. д. начальника штаба этой дивизии. Был оттеснена противником, понеся потери отошла на Ишуньские позиции. В конце октября она вела упорные бои в районе Керчи, участвуя в Крымской оборонительной операции. В ноябре он был назначен начальником штаба 276-й стрелковой дивизии, которая после тяжелых боев и больших потерь в Крыму находилась на переформировании в СКВО. По завершении формирования с 25 февраля 1942 года дивизия вошла в состав Крымского фронта и к 5 марта сосредоточилась в районе Чурабаш. В начале апреля дивизия вошла в 44-ю армию и вела тяжелые бои на Керченском полуострове. С мая 1942 года и. д. начальника штаба, а с февраля 1943 года — заместителя командира 302-й стрелковой дивизии. В мае — июле 1942 года дивизия находилась в резерве на пополнении (после разгрома Крымского фронта в ходе операции «Охота на дроф» и последующей эвакуации на Таманский полуостров).
Затем она была включена в 51-ю армию Южного фронта и вела бои в большой излучине Дона (с 29 июля — в составе Северо-Кавказского фронта). С 31 июля 1942 года дивизия в составе Сталинградского, а с 7 августа Юго-Восточного (с 30 сентября — Сталинградского 2-го формирования) фронтов участвовала в Сталинградской битве, вела бои южнее Сталинграда (в районе между озёрами Цаца и Пришиб). В ноябре 1942 года — январе 1943 года её части участвовали в контрнаступлении Красной армии под Сталинградом, в Котельниковской, Северо-Кавказской и Ростовской наступательных операциях. 8 января 1943 года они овладели городом и станцией Зимовники. В конце января дивизия была выведена во второй эшелон, затем в марте вела бои на реке Миус.
С апреля 1943 года полковник Юхимчук вступил в командование 347-й стрелковой дивизией, которая в составе 44-й армии Северо-Кавказского фронта участвовала в битве за Кавказ. С июля того же года в составе 28-й армии Южного фронта она принимала участие в Миусской, Донбасской и Мелитопольской наступательных операциях, в форсировании реки Молочная. За успешное выполнение заданий командования при освобождении города Мелитополь ей было присвоено наименование «Мелитопольская». В начале ноября она в составе 55-го стрелкового корпуса 51-й армии 4-го Украинского фронта вела успешные оборонительные бои в районе залива Сиваш, за что была награждена орденом Красного Знамени. В конце февраля 1944 года дивизия в составе этого же корпуса была подчинена 2-й гвардейской армии и участвовала в Крымской наступательной операции, в освобождении города Севастополь. За эти бои Юхимчук был награждён орденом Суворова 2-й степени (5.7.1944). С июня 1944 года дивизия в составе той же 51-й армии находилась в резерве Ставки ВГК, затем в июле переброшена на 1-й Прибалтийский фронт и участвовала в ходе стратегической Белорусской наступательной операции в Шауляйской операции, а затем в ходе стратегической Прибалтийской наступательной операции в Рижской и Мемельской наступательных операциях. С января 1945 года и до конца войны её части под его командованием вели бои по уничтожению курляндской группировки противника.
За время войны комдив Юхимчук был два раза персонально упомянут в благодарственных в приказах Верховного Главнокомандующего.

#### Послевоенное время
После войны генерал-майор Юхимчук с июня 1945 года командовал 85-й гвардейской стрелковой дивизией в ЛВО. В октябре 1946 года за недостатки в работе он был отстранен от должности и назначен заместителем командира 7-го гвардейского стрелкового корпуса. С июня 1946 года командовал 1-й отдельной пулеметно-артиллерийской бригадой ЛВО. С августа 1947 года и. д. начальника 6-го отдела Управления кадров Сухопутных войск. С июля 1950 года по сентябрь 1951 года находился на учёбе на ВАК при Высшей военной академии им. К. Е. Ворошилова, затем был назначен начальником кафедры военной администрации Военно-политической академии им. В. И. Ленина. С ноября 1954 года и. д. начальника военной кафедры Московской сельскохозяйственной академии им. К. А. Тимирязева. В августе 1959 года гвардии генерал-майор Юхимчук уволен в запас.
Скончался 10 мая 1990 года. Похоронен на Митинском кладбище Москвы

## Награды
- орден Ленина (06.11.1945)[8][9]
- четыре ордена Красного Знамени (04.06.1936[4], 18.09.1943[10], 03.11.1944[9][11], 15.11.1950[9][12])
- орден Суворова II степени (16.05.1944)[13]
- орден Александра Невского (06.06.1945)[14]
- два ордена Отечественной войны I степени (29.03.1943[15], 06.04.1985[16][17])
  - медали в том числе:
  - «XX лет Рабоче-Крестьянской Красной Армии» (1938)[10]
  - «За оборону Сталинграда» (1943)[18]
  - «За оборону Кавказа» (1944)[19]
  - «За победу над Германией в Великой Отечественной войне 1941—1945 гг.» (29.10.1945)[20]
  - «Ветеран Вооружённых Сил СССР» (1976)
- знак «50 лет пребывания в КПСС»

Приказы (благодарности) Верховного Главнокомандующего в которых отмечен А. Х. Юхимчук.
- За овладение городом и железнодорожной станцией Мелитополь — важнейшим стратегическим узлом обороны немцев на южном направлении, запирающим подступы к Крыму и нижнему течению Днепра. 23 октября 1943 года. № 34.
- За овладение городом Елгава (Митава) — основным узлом коммуникаций, связывающим Прибалтику с Восточной Пруссией. 31 июля 1944 года № 159.